# Gazirovka
| Оценки критиков | Оценки критиков |
| Источник        | Оценка          |
| --------------- | --------------- |
| «InterMedia»    | [ 1 ]           |

Gazirovka — российский музыкант. Начал творческую карьеру в городе Курске. Стал известен песней «Black».

## Описание и история

### Начало карьеры/популярность
Gazirovka - это автор и исполнитель, композитор и продюсер всех треков Озеров Никита Юрьевич. 20 декабря 2017 года на официальном канале группы вышел видеоклип на песню «Black», но уже на следующий день он был перевыпущен с другим видеорядом на YouTube-канале Black Beats. По мнению Medialeaks, трек возможно не получил бы массовой популярности, если бы не был опубликован на их площадке.
Слова из припева песни также стали интернет-мемом в Рунете.

## Дискография

### Альбомы
| № | Детали                                                             |
| - | ------------------------------------------------------------------ |
| 1 | «Start» - Выпущен: 18 апреля 2018 г. - Лейбл: Warner Music Russia  |
| 2 | «Neboblaka» - Выпущен: 25 мая 2018 г. - Лейбл: Warner Music Russia |

### Синглы
| Год  | Название                            | Чарты                           | Чарты                 | Чарты                   | Примечания                                                   |
| Год  | Название                            | СНГ                             | СНГ                   | СНГ                     | Примечания                                                   |
| Год  | Название                            | TopHit Top Radio & YouTube Hits | TopHit Top Radio Hits | TopHit Top YouTube Hits | Примечания                                                   |
| ---- | ----------------------------------- | ------------------------------- | --------------------- | ----------------------- | ------------------------------------------------------------ |
| 2017 | «Black»                             | 32                              | 32                    | 6                       | цифровой сингл                                               |
| 2017 | «Sweet»                             | —                               | —                     | —                       | цифровой сингл                                               |
| 2017 | «Пьяная клубника»                   | —                               | —                     | —                       | цифровой сингл                                               |
| 2017 | «Mad-ma»                            | —                               | —                     | —                       | цифровой сингл                                               |
| 2017 | «Маевобатидочь»                     | —                               | —                     | —                       | цифровой сингл                                               |
| 2018 | «Neboblaka»                         | —                               | —                     | —                       | цифровой сингл                                               |
| 2018 | «Nirvana»                           | —                               | —                     | —                       | цифровой сингл                                               |
| 2018 | «Яйца в кулак»                      | —                               | —                     | —                       | цифровой сингл                                               |
| 2018 | «Аэропорт»                          | —                               | —                     | —                       | цифровой сингл                                               |
| 2018 | «Black 2.0»                         | —                               | —                     | —                       | цифровой сингл                                               |
| 2018 | «Фейковый абсент»                   | —                               | —                     | —                       | цифровой сингл                                               |
| 2019 | «XS»                                | —                               | —                     | —                       | цифровой сингл                                               |
| 2019 | «Виски, кола, доллар»               | —                               | —                     | —                       | цифровой сингл                                               |
| 2019 | «Money Change»                      | —                               | —                     | —                       | цифровой сингл                                               |
| 2019 | «Курточка»                          | —                               | —                     | —                       | цифровой сингл                                               |
| 2019 | «Бомбическая бич»                   | —                               | —                     | —                       | цифровой сингл                                               |
| 2019 | «Танго»                             | —                               | —                     | —                       | цифровой сингл                                               |
| 2019 | «Guantanamera»                      | —                               | —                     | —                       | цифровой сингл                                               |
| 2019 | «Перемешай»                         | —                               | —                     | —                       | цифровой сингл                                               |
| 2020 | «Играю с огнём» (feat. Junona Boys) | —                               | —                     | —                       | цифровой сингл                                               |
| 2020 | «Плыву к тебе» (feat. Aramitt)      | —                               | —                     | —                       | цифровой сингл                                               |
| 2020 | «Eva»                               | —                               | —                     | —                       | цифровой сингл                                               |
| 2020 | «Давай помолчи»                     | —                               | —                     | —                       | цифровой сингл                                               |
| 2020 | «Set Me Free»                       | —                               | —                     | —                       | цифровой сингл                                               |
| 2020 | «Шоколадом»                         | —                               | —                     | —                       | цифровой сингл                                               |
| 2020 | «Номера»                            | —                               | —                     | —                       | цифровой сингл                                               |
| 2021 | «Dark»                              | —                               | —                     | —                       | макси синглы: Blessed Life и Chorus (совместно с Ocean Dive) |
| 2021 | «Carrera»                           | —                               | —                     | —                       | макси синглы: Blessed Life и Chorus (совместно с Ocean Dive) |
| 2021 | «Without You»                       | —                               | —                     | —                       | макси синглы: Blessed Life и Chorus (совместно с Ocean Dive) |
| 2021 | «Platinum»                          | —                               | —                     | —                       | макси синглы: Blessed Life и Chorus (совместно с Ocean Dive) |
| 2021 | «Dolce»                             | —                               | —                     | —                       | макси синглы: Blessed Life и Chorus (совместно с Ocean Dive) |
| 2021 | «Secret Party»                      | —                               | —                     | —                       | макси синглы: Blessed Life и Chorus (совместно с Ocean Dive) |
| 2021 | «Нравишься Мне» (feat. Ocean Dive)  | —                               | —                     | —                       | цифровой сингл                                               |
| 2021 | «На песке» (feat. Ocean Dive)       | —                               | —                     | —                       | цифровой сингл                                               |
| 2021 | «Кругом голова» (feat. MØRFI)       | —                               | —                     | —                       | цифровой сингл                                               |
| 2021 | «Raketa» (feat. Ocean Dive)         | —                               | —                     | —                       | цифровой сингл                                               |
| 2022 | «Sauvage» (feat. MØRFI)             | —                               | —                     | —                       | цифровой сингл                                               |
| 2022 | «Харли»                             | —                               | —                     | —                       | цифровой сингл                                               |

## Годовые чарты
| Песня               | Чарт (2018)                                     | Место | Ист.   |
| ------------------- | ----------------------------------------------- | ----- | ------ |
| Gazirovka — «Black» | TopHit Radio & YouTube — Top Year-End Hits 2018 | 61    | [ 30 ] |
| Gazirovka — «Black» | TopHit YouTube — Top Year-End Hits              | 16    | [ 31 ] |
| Gazirovka — «Black» | Apple Music Топ-100 в России: 2018 год          | 15    | [ 32 ] |

## Премии и номинации
| Год  | Премия            | Номинант            | Категория    | Результат |
| ---- | ----------------- | ------------------- | ------------ | --------- |
| 2018 | Премия RU.TV 2018 | Gazirovka — «Black» | Лучший старт | Номинация |